# 아날도 앤드레

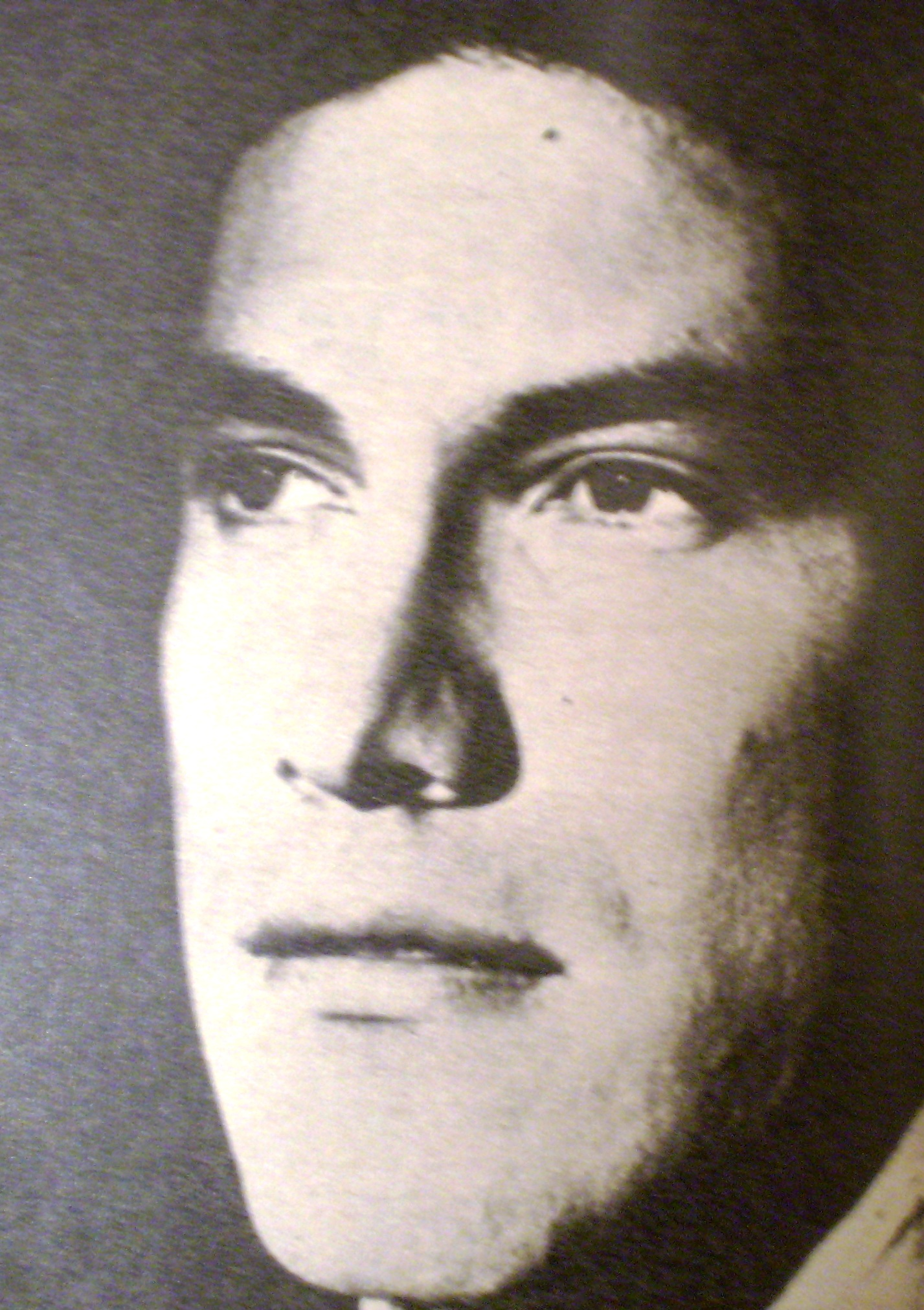

아날도 앤드레(Arnaldo André, 1943년 11월 12일 ~ )는 아르헨티나의 배우, 영화 감독이다.

## 영화
- 로만 (2018년)
- 리딩 어코딩 투 저스티노 (2013년)
- 퍼넘브러 (2011년)
- 피시 차일드 (2009년)
- 외국인 (2008년)